# JetAudio
jetAudio est un lecteur multimédia comme Windows Media Player ou Winamp. Il reconnaît plusieurs types de fichiers (.ogg, .avi, .mp3 et mp3PRO, entre autres). Il existe en version gratuite (jetAudio Basic) et en version payante (jetAudio Plus).
jetAudio peut changer de thème : plusieurs sont disponibles sur le site officiel. Une interface en français est disponible.